# Tordenc canós
El tordenc canós (Turdoides melanops) és un ocell de la família dels leiotríquids (Leiothrichidae).

## Hàbitat i distribució
Habita boscos miombo i sabana amb acàcies del sud d'Angola, nord de Namíbia i nord-oest de Botswana.